# 茲沃圖夫

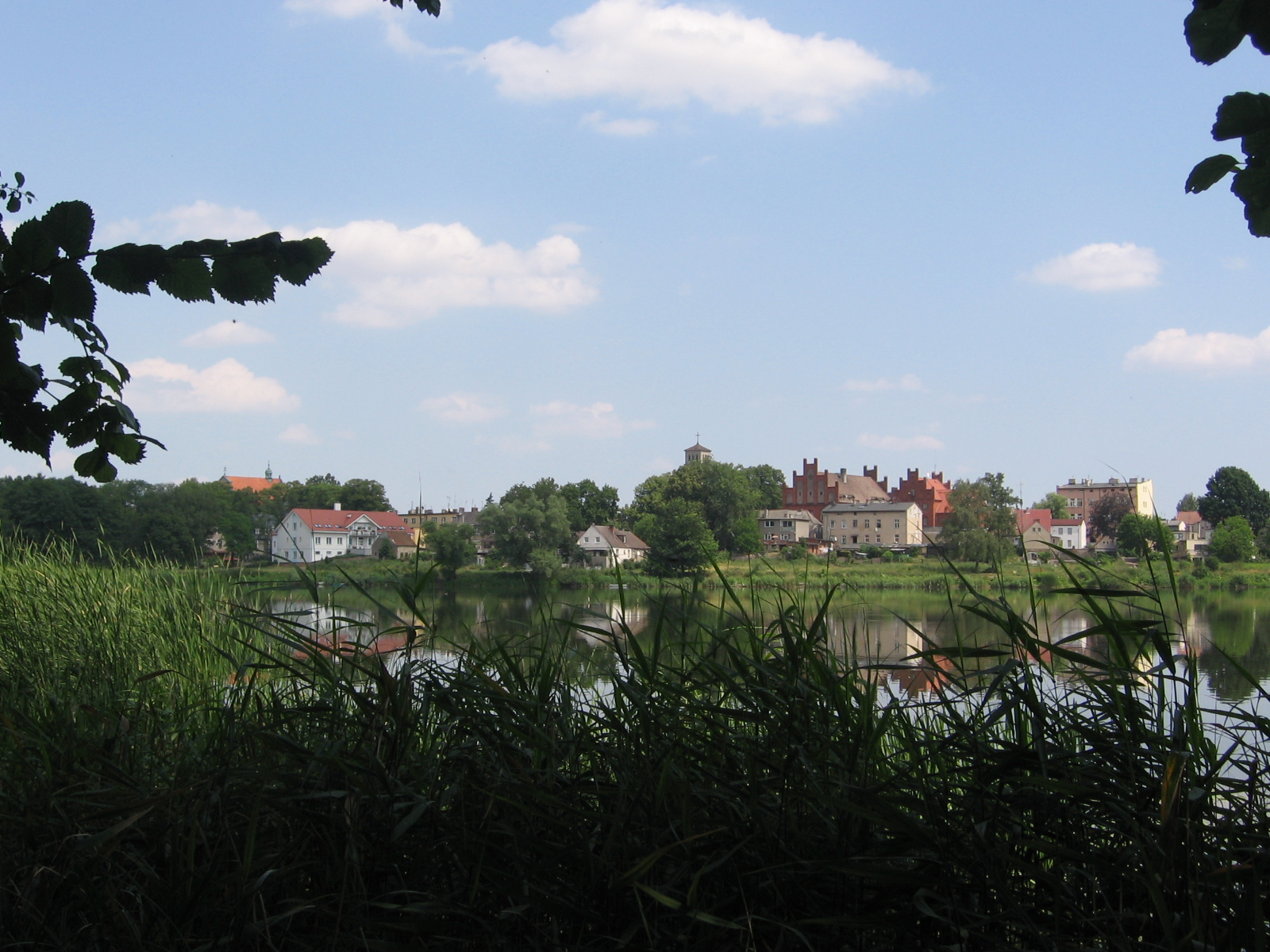

茲沃圖夫（德语：Flatow弗拉陶）是波蘭的城鎮，位於該國西北部，由大波蘭省負責管轄，始建於八世紀，面積11.58平方公里，海拔高度110米，2011年人口18,303。在第一次瓜分波蘭中，該鎮在1772年被納入普魯士王國管治範圍。

## 友好城市
- 法國 拉弗莱什

## 外部連結
- Official website （页面存档备份，存于）
- County website with some information on the town （页面存档备份，存于）

53°22′N 17°02′E / 53.367°N 17.033°E